# Mohammed Rafiq Tarar
Mohammed Rafiq Tarar (Urdu: محمد رفیق تارڑ) (Gujranwala (Brits-Indië), 2 november 1929 – Lahore, 7 maart 2022) was een Pakistaans politicus. Hij was van 1998 tot 2001 president van Pakistan en daarvoor rechter bij het hooggerechtshof van Pakistan.

## Levensloop
Tarar studeerde in 1949 af aan het Islamia College in Gurjanwala. In 1951 behaalde hij graad in de rechten aan Law College in Lahore. Voordat hij zelf rechter werkte hij als advocaat bij het gerechtshof in Lahore In 1971 werd hij voorzitter van het gerechtshof van de provincie Punjab. In 1974 werd hij rechter bij de rechtbank van Lahore. In 1989 werd hij de opperrechter van dat hof. Tegelijkertijd diende hij in de kiesraad die toezag op het verloop van de verkiezingen. In 1991 werd hij rechter bij het hooggerechtshof. In 1994 ging hij op de leeftijd van 65 jaar met pensioen.
Door contact met Nawaz Sharif werd Tarar al nadat hij met pensioen was gegaan actief in de politiek. Hij nam in 1997 plaats in de Senaat namens de partij PML(N). In hetzelfde jaar werd hij gekozen tot president. In die functie vervulde hij vooral een symbolische rol. Als president had hij zelf weinig zeggenschap doordat in 1997 het dertiende amendement uit de grondwet was verwijderd. In dat amendement stond dat de president de regering naar huis mocht sturen. Na de staatsgreep van Pervez Musharraf bleef Tarar aan als president. Hij werd alsnog naar huis gestuurd in 2001 omdat Sharif zelf president wilde worden. Musharaf wilde het Pakistaanse regeringsmodel hervormen en hij verwachtte dat de titel van president hem meer gezag en legitimiteit zou verschaffen, met name in het buitenland.
Iskandar Mirza · Mohammed Ayub Khan · Yahya Khan · Zulfikar Ali Bhutto · Fazal Ilahi Chaudhry · Mohammed Zia-ul-Haq · Ghulam Ishaq Khan ·
Wasim Sajjad · Farooq Leghari · Wasim Sajjad · Mohammed Rafiq Tarar · Pervez Musharraf · Mohammed Mian Soomro · Asif Ali Zardari · Mamnoon Hussain · Arif Alvi ·
Asif Ali Zardari